# Lucio Cornelio Escipión (cónsul 350 a. C.)
Lucio Cornelio Escipión  fue un político romano del siglo IV a. C. perteneciente a la gens Cornelia.

## Familia
Escipión fue miembro de los Cornelios Escipiones, una rama patricia de la gens Cornelia. Fue hijo de Publio Cornelio Escipión, primer miembro registrado de esta familia, y hermano de Publio Cornelio Escipión.

## Carrera pública
Fue interrex en el año 352 a. C. y cónsul en el 350 a. C. Pudo haber sido elegido para la censura en el año 340 a. C. junto a su hermano.